# Paul Testoris
 (août 2011).
Si vous disposez d'ouvrages ou d'articles de référence ou si vous connaissez des sites web de qualité traitant du thème abordé ici, merci de compléter l'article en donnant les références utiles à sa vérifiabilité et en les liant à la section « Notes et références ».
Paul Testoris, né le 19 janvier 1906 à Marie (Alpes-Maritimes), où il est décédé le 9 octobre 1985, est un prêtre français.

## Biographie
Paul Testoris est né en 1906 dans la commune de Marie. Il  fait ses études au grand séminaire de Nice. Il devient curé de Saint-Étienne-de-Tinée puis aumônier de l'hôpital Saint-Roch à Nice avant d'assumer la charge d'exorciste du diocèse de Nice. Il décède 1985 et est enterré  au cimetière de Marie.
Paul Testoris écrivit des textes dans le « parler de Marie » : 
- Bep et la céséro,
- Tafilou lou carretier,
- La revenjo de la terro,
- Le pous…